# ウラジーミル・シャタロフ
ウラジーミル・アレクサンドロヴィチ・シャタロフ（Vladimir Aleksandrovich Shatalov、ロシア語:Владимир Александрович Шаталов、1927年12月8日 - 2021年6月15日）は、ロシアの軍人、宇宙飛行士、ソ連邦英雄。

## 略歴
カザフ・ソビエト社会主義共和国ペトロパブル出身。ソ連空軍の少将、宇宙飛行士で、ソユーズ4号、ソユーズ8号、ソユーズ10号で3度の宇宙飛行を行った。ソ連邦英雄を2度受章している。
1971年から1987年にかけ、彼は宇宙飛行士訓練センターで勤め、1991年まで施設長を務めた。